# KTG Energie
Die KTG Energie AG mit Sitz in Hamburg war ein ehemals börsennotiertes Unternehmen der Erneuerbare-Energien-Branche, das ab 2005/06 Biogasanlagen in Deutschland betrieb. Zusammen mit dem Mutterkonzern KTG Agrar ging es 2016 in Insolvenz und wurde mehrheitlich von der Zech Group übernommen. Nach der Sanierung wurde das Unternehmen am 30. Juni 2017 als Tochter der Deutsche Agrar Holding in DAH Energie GmbH umbenannt.

## Geschichte
Ihre erste Biogasanlage nahm die später als KTG Biogas AG firmierende KTG Energie AG 2005/2006 in Dersewitz in Betrieb. Die Kapazitäten wurden in den folgenden Jahren nach und nach erweitert. Die ersten Biomethananlagen wurden im Jahr 2011 in Betrieb genommen. 2012 ging das Unternehmen als KTG Energie AG an die Börse. Zum 30. Juni 2012 erreichten ihre Biogasanlagen eine elektrische Leistung von insgesamt 30,6 Megawatt (MW).

### Börsengang und Wachstum
Beim Börsengang der KTG Energie AG im Juni 2012 wurden innerhalb der Zeichnungsfrist die aus einer Kapitalerhöhung stammenden 1.000.000 Aktien zum Festpreis von 13,80 Euro je Stück vollständig platziert. Neben der Kapitalerhöhung wurden 500.000 Aktien aus dem Besitz des Mutterkonzerns, der KTG Agrar SE, umplatziert. Somit lag der Bruttoemissionserlös des ersten Börsengangs eines deutschen Unternehmens im Jahr 2012 bei rund 20,7 Mio. Euro. Zeichnungen von Privatanlegern wurden vollständig zugeteilt. Die Marktkapitalisierung der KTG Energie lag zum Emissionspreis bei 82,80 Mio. Euro. Die Handelsaufnahme im Entry Standard der Frankfurter Wertpapierbörse erfolgte am 29. Juni 2012.

### Insolvenz und Übernahme
Mitte des Jahres 2016 geriet die KTG Energie in Folge der Insolvenz des Mutterkonzerns KTG Agrar ebenfalls in die Insolvenz. Im Zuge des Insolvenzverfahrens legte der Vorstandsvorsitzende der KTG Agrar Siegfried Hofreiter sein Vorstandsmandat nieder, blieb aber weiterhin im Aufsichtsrat der KTG Energie. Der Anteil von 50,06 Prozent, den die KTG Agrar SE an KTG Energie AG hielt, wurde im September 2016 von der Zech Group gekauft.
Mit Abschluss der Sanierung der KTG Energie AG wurde das Unternehmen am 30. Juni 2017 als Tochter der Deutsche Agrar Holding in DAH Energie GmbH umbenannt.

### Unternehmensanleihe und Aktie
KTG Energie hatte 2012 eine sechsjährige Unternehmensanleihe von 50 Millionen Euro herausgegeben. Diese wurde jährlich mit 7,25 Prozent bis 2018 verzinst. Im Laufe der Insolvenz brach der Kurs der Anleihe bis Ende September 2016 auf 8,7 Prozent und der Kurs der Aktie auf 0,80 Euro zusammen.

## Geschäftsmodell
Die KTG Energie AG war als Tochterunternehmen der KTG Agrar SE unabhängig von externen Lieferanten. Die Belieferung mit Rohstoffen für die Herstellung von Biogas war durch den Anbau auf eigenen Flächen des Mutterkonzerns sichergestellt. Die bei der Vergärung übrig gebliebenen Gärreste wurden als Dünger auf die Felder ausgebracht.
Um mögliche Lieferausfälle durch die Insolvenz des Mutterkonzerns KTG Agrar zu kompensieren, wollte KTG Energie über lokale Landwirte weitere Lieferquellen erschließen. Noch im September 2016 bezeichnete Jan Ockelmann, der Vorstand des insolventen Mutterunternehmens KTG Agrar, die Tochter KTG Energie als „wirtschaftlich gesund“.